# Tomás Herreros Miguel
Tomás Herreros Miguel (Logronyo, 1877 - Barcelona, 22 de febrer de 1937) fou un dirigent anarcosindicalista.

## Biografia
Treballava com a tipògraf a Barcelona des de jovenet, on abraçà l'ideari anarquista influït per Anselmo Lorenzo i Antoni Pellicer i Paraire. El 1898 fou enviat a fer el servei militar a Cuba. El 1905 presidí la Junta de Defensa dels Drets Humans a Barcelona per tal de donar suport als anarquistes perseguits i sota la influència de Francesc Ferrer i Guàrdia va formar part del grup àcrata Quatre de maig. Participà en el congrés constitutiu de la Confederació Regional de Societats de Resistència o Solidaridad Obrera a Badalona del 6 al 8 de setembre de 1908 en representació de la Societat de l'Art d'Imprimir, sindicat en el qual es va destacar, i per aquesta raó el 29 de desembre de 1908 fou elegit vocal del Consell directiu.
S'oposa radicalment a Alejandro Lerroux i va escriure contra ell Alejandro Lerroux tal qual es, on l'acusava de manipular als treballadors en benefici propi. Fou detingut i empresonat després de la Setmana Tràgica el 26 de juliol de 1909. L'octubre del 1910 novament va representar la Societat de l'Art d'Imprimir en el congrés convocat per Solidaridad Obrera on es va prendre l'acord de constituir la CNT. També va assistir al primer Congrés de la CNT a Barcelona del 8 al 10 de setembre de 1911, però com a representant la secció d'oficis diversos de Bilbao. Poc després fou empresonat amb altres dirigents de la CNT i no fou posat en llibertat fins al maig de 1912. El 29 d'abril de 1915 assistí com a director del periòdic Tierra y Libertad al Congrés Internacional de la Pau celebrat a Ferrol.
Entre gener i març de 1919, a causa de la suspensió de les garanties constitucionals dictada pel govern a causa de la vaga de la Canadenca, fou empresonat al vaixell Pelayo. Poc després de ser alliberat fou detingut novament i tancat a la presó model de Barcelona. Formà part del Comitè pro-presos de Barcelona de 1919 fins al 1936, i el 1922 participà en el ple de Montjuïc del grup Los Solidarios pel que es va constituir la FAI. El juliol de 1923 el van ferir els pistolers del Sindicat Lliure en el seu quiosc de venda de llibres de la rambla de Santa Mònica de Barcelona.
Durant la Dictadura de Primo de Rivera fou encarregat de les relacions hispanoargentines entre la premsa llibertària. El 1933 el van nomenar administrador de l'òrgan de la CNT, Solidaridad Obrera. El 27 de setembre de 1936 participà en un homenatge a Francisco Ascaso, qui fou assassinat vora el seu quiosc.

## Obres
- Huelga general en Barcelona (1902)
- Alejandro Lerroux tal cual es. Historia de una infamia relatada por el mismo obrero que ha sido víctima de ella (1907)
- El obrero moderno (1911)
- La política y los obreros. Conferencia (1913).